# Intoxicación por plantas
Una intoxicación por plantas es la manifestación clínica de toxicidad consecuente a la exposición a plantas tóxicas vehiculizadas por los alimentos tanto sólidos como líquidos o por contacto con ellas. La intoxicación ocurre tras la ingestión de las sustancias orgánicas o inorgánicas perjudiciales para el organismo, tales como venenos, toxinas, agentes biológicos patógenos, metales pesados, etc., presentes en ciertas plantas.
Las intoxicaciones por plantas ocurren tanto por el consumo por error en la identificación, como por exceso en la cantidad ingerida y el consumo negligente de los niños que ingieren bayas coloreadas y atractivas durante el juego. Cuando son trasladados al servicio de Urgencias, en pocas ocasiones el paciente o sus familiares asocia sus síntomas a una planta que haya ingerido, lo que dificulta aún más el diagnóstico etiológico.
De manera que el diagnóstico de una intoxicación por plantas se logra identificando la planta involucrada y describiéndola en la historia clínica, incluyendo datos como la forma de preparación de la decocción, el aspecto y coloración de la misma, las dosis administradas, el lapso de administración y la evolución clínica con dicho compuesto.
El tratamiento suele fundamentarse en mantener el sostén de signos vitales y en algunos casos el uso de antídotos como la naloxona o el S-carboximetilcisteína.

## Epidemiología
Según informes internacionales, la ingesta de plantas tóxicas produce entre 1 a 2 % de todas las intoxicaciones, la mayoría accidentales, por vía oral y el sexo masculino es el más afectado. La mayoría de los casos accidentales afectan a los niños, sobre todo los menores de 5 años y la muerte por ingesta de vegetales tóxicos representa 0,2 % de todas las muertes en intoxicados agudos.

## Alcaloides de isoquinolina y quinolizidina
Las bases orgánicas o alcaloides se aíslan principalmente de las plantas superiores y en más de 100 familias de espermatofitas, algunas Criptógamas, peces y sapos.
Los compuestos alcaloides suelen formar sales con ácidos y contienen nitrógeno en estructuras heterocíclicas. Se encuentran en una variedad de plantas usadas por ciertas propiedades medicinales y tóxicas. Los alcaloides de la isoquinolina y la quinolizidina tienen distribución global y son conocidos por su toxicidad en humanos y animales domésticos. La mortalidad es extremadamente inusual con estas sustancias, encontrándose sólo un caso de muerte por intoxicación con Laburnum en un paciente masculino adulto con esquizofrenia.
La citisina es un alcaloide tricíclico de la quinolizidina que se encuentra en especias Baptisia, Cytisus, Laburnum y Sophora. Tiene efectos similares a la nicotina sobre el tracto gastrointestinal y el sistema nervioso central (SNC) causando vómitos y otros síntomas gastrointestinales comenzando 45 minutos hasta 4 horas después de la ingesta. Estas plantas suelen ser fumadas de manera recreativa debido a sus efectos estimulantes y leves propiedades alucinógenas. Las semillas de la sófora fueron usados como alucinógeno en ritos tribales de las poblaciones nativas originarias de Estados Unidos. Los efectos sobre el SNC incluyen somnolencia, debilidad, pérdida de la coordinación muscular, fasciculaciones musculares, convulsiones, coma y midriasis, así como algunos efectos anticolinérgicos, tales como la retención urinaria. La insuficiencia respiratoria, como ocurre en el envenenamiento por nicotina, se observa en pacientes con intoxicación severa. La raíz se utiliza en la medicina china tradicional, donde se conoce como "Ku Shen" y se usa para tratar la disentería, sarna, erupciones pruriginosas incluyendo eczemas, lesiones cutáneas, ictericia, edemas, disfunción urinaria y flujo vaginal. La corteza, las semillas y sobre todo la cubierta del fruto contienen, además de la citisina, soforina, toxoalbúminas y otros productos venenosos.
Las especies Lupinus también contienen un alcaloide tricíclico de la quinolizidina, la esparteína y además un alcaloide bicíclico de la quinolizidina, la lupinina. Las especies del Lupinus o lupinos se dividen en lupinos amargos que contienen altos niveles de alcaloides en las semillas, y lupinos dulces que contienen niveles más bajos de alcaloides y se cultivan para el consumo humano. Los lupinos dulces contienen esparteína y lupinina y deben ser remojados en agua para prevenir la toxicidad con su ingestión. Estos dos alcaloides se encuentran también en otros géneros.
Los alcaloides tóxicos de la isoquinolina incluyen la papaverina, sanguinarina, dihydrosanguinarina, protoverina, berberina, coptisina, protopina y quelidonina. Estos actúan como irritantes del tracto gastrointestinal, estimulantes del sistema nervioso, y tienen efectos  neurológicos de diversos grados, que van desde la relajación y euforia hasta las convulsiones. También son vasodilatadores, mientras que la Argemone o adormidera espinosa se fuma por su acción euforizante. La intoxicación con estas sustancias son hepatotóxicas, reportándose en la literatura, numerosos casos de hepatitis aguda colestásica, algunos casos de hepatitis necrotizante y al menos un caso de anemia hemolítica.
La papaverina de la adormidera espinosa y la sanguinaria ha sido utilizada médicamente como relajante del músculo liso y sus extractos actúan como dilatadores capilares, por lo que se indica para mejorar el flujo sanguíneo en los pacientes con problemas de circulación, para reducir la hipertensión arterial y para tratar la impotencia sexual en hombres. Algunos de estos extractos han sido implicados en el glaucoma epidémico en la India.
En una ocasión, la Administración de Alimentos y Medicamentos estadounidense aprobó el uso de extractos de las especies de Sanguinaria como inhibidor de la placa dental, sin embargo, ya no es usado con la pasta dental ni el enjuague bucal de manera comercial debido a la preocupación que el uso crónico pueda causar leucoplasia oral. Todavía se pueden adquirir los extractos a través de Internet, donde es comercializado como un enjuague bucal para la caries dental, como escarótico para las lesiones de la piel como en algunas lesiones del cáncer, y como té para una variedad de indicaciones. Estos usos causan bloqueo del ciclo celular y apoptosis, especialmente en células cancerosas.

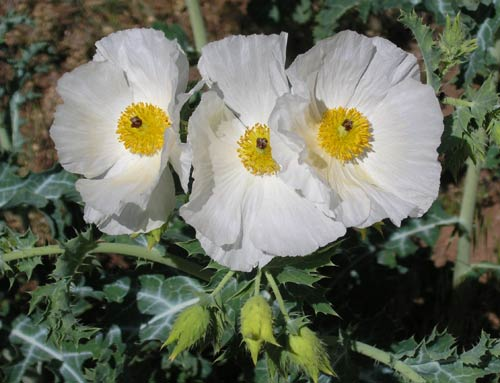
Argemone mexicana, de las áreas rurales de México, contiene los alcaloides sanguinarina y berberina, que son la base de su acción tóxica.

Los extractos de celedonia se utilizan en el tratamiento a base de hierbas para los trastornos gastrointestinales, como dispepsia, cálculos biliares y el síndrome del intestino irritable por su capacidad de aumentar el flujo de los ácidos biliares y disminuir el dolor en el hipocondrio derecho debido a la discinesia biliar. Se ha asociado a una mayor incidencia de cáncer de la vescícula biliar en la India. También tiene efectos estimulantes sobre la contracción del músculo liso en el estómago y tiene efectos espasmolíticos en el intestino delgado, lo que podría explicar sus efectos beneficiosos en la dispepsia y el síndrome de intestino irritable.
Intoxicación con aceite de Argemone es relativamente común en la India, donde es conocida como hidropesía epidémica y resulta de añadir dicho aceite como un adulterante del aceite de mostaza. En 1998, una epidemia de intoxicación por aceite de Argemone en Nueva Delhi llegó a 3000 víctimas y 60 muertes. También se ha producido intoxicación por Argemone después de la absorción transcutánea de la adulteración del aceite de mostaza utilizado en masajes. Es una intoxicación que probablemente sea mediada por inhibición de la ATPasa sodio-potasio, inhibición de la ADN polimerasa y del citocromo P450, así como la acumulación de piruvato por razón de tasas elevadas de glucogenólisis.

### Tratamiento
El traslado de un paciente con sospecha de intoxicación ocurre bajo los criterios del soporte vital avanzado. El enfoque de la evaluación prehospitalaria es el ABC cardiopulmonar. Los paramédicos evalúan el nivel de glucosa en el suero sanguíneo y están facultados en la mayoría de los países a tratar la hipoglicemia. En situaciones sugestivas de intoxicación por opiáceos se suele indicar una dosis bolo de naloxona, obtener accesos para terapia intravenosa, proporcionar oxigenoterapia, monitorización cardíaca y el uso de benzodiazepinas (como el Lorazepam o el Diazepam) para el tratamiento de convulsiones.
La atención en la sala de emergencia es principalmente de soporte, centrándose en las vías respiratorias, la frecuencia respiratoria, la circulación sanguínea, la discapacidad y la extensión de la exposición tóxica (comúnmente abordada con las siglas ABCDE).
Los casos de depresión respiratoria se tratan con la intubación para proporcionar soporte ventilatorio. La naloxona por vía intravenosa se indica como antídoto para pacientes con alteración del estado mental y otros efectos por opiáceos. La piedra angular del tratamiento por alcaloides es la descontaminación gastrointestinal con carbón activado a razón de 1 g/kg de peso del sujeto. Una sola dosis por lo general es suficiente. La inducción del vómito ofrece poco beneficio y se asocia con mayor riesgo de aspiración si el paciente llega con un estado mental reducido. El lavado gástrico es hasta ahora un abordaje controvertido en estas intoxicaciones, pero puede proporcionar el máximo beneficio cuando se realiza dentro de la primera hora desde la ingestión tóxica.
Se ha sugerido el uso de diuréticos para alivio del edema difuso característico del envenenamiento por aceite de Argemone, pero la evidencia de su eficacia no ha sido establecida aún. De igual manera, se ha sugerido la terapia con antioxidantes, aunque la evidencia de su eficacia tampoco se ha establecido aún.
Es frecuente la interconsulta a un toxicólogo médico o centro de control de envenenamiento para la elaboración de diagnósticos diferenciales y la identificación del tóxico ingerido.

## Oxalatos

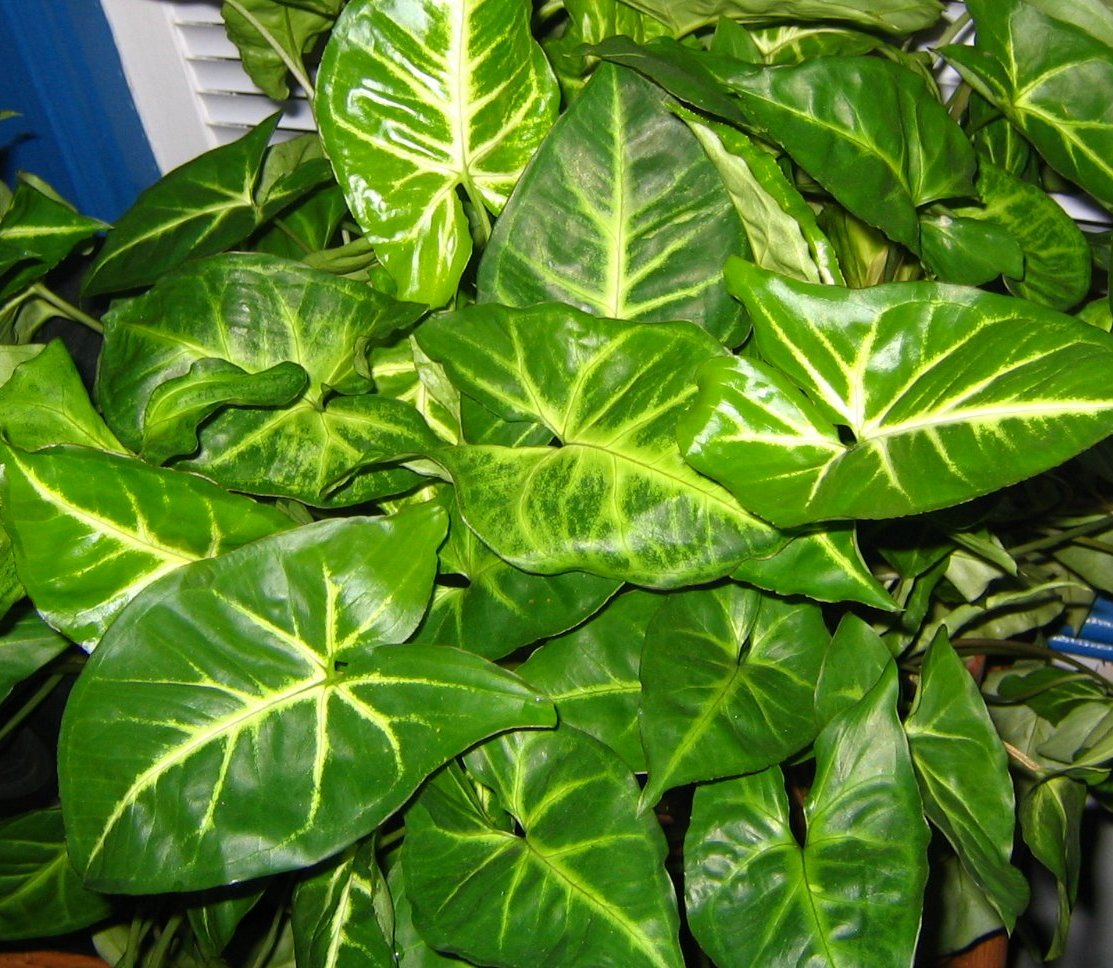
Oreja de burro (Syngonium podophyllum): Irritante para la piel.

Las intoxicaciones por plantas que contienen cristales de oxalato, como las especies de Philodendron y Dieffenbachia, se encuentran entre las más frecuentes. Durante los últimos 200 años, las propiedades irritantes de la Dieffenbachia han tenido diversos usos, incluyendo el castigo a esclavos, el tratamiento de la gota, la disfunción eréctil y sexual. Hoy en día, las plantas que contienen oxalato son admiradas por su belleza ornamental y se encuentran en lugares públicos y hogares. Por su accesibilidad, los más afectados con intoxicación por estas plantas son niños menores de 5 años.
Los cristales de oxalato, en forma de agujas microscópicas ubicadas en los tallos, raíces y hojas, producen reacciones que pueden llegar a ser severas, incluyendo dolor y edema al entrar en contacto con la mucosa oral, lengua, conjuntiva y la piel misma. La inflamación y el edema suele ser resultado de la lesión por los cristales más que por contacto con toxinas de la planta, incluyendo bradicininas y otras enzimas. La mayoría de los síntomas suele ser autolimitada y la morbilidad y mortalidad por estas intoxicaciones es extremadamente excepcional. Se ha encontrado un caso de muerte infantil atribuido a asfixia por edema de glotis por intoxicación con Dieffenbachia.

### Tratamiento
La mayoría de los casos son intoxicaciones que ocurren en el hogar, son autolimitadas y suelen ser manejadas en el sitio, a menudo con ayuda de centros de control de intoxicaciones. El tratamiento se basa fundamentalmente en la descontaminación de la boca, los ojos o la piel eliminando físicamente todo el material vegetal. El tratamiento de los ojos y la exposición de la piel se realiza enjuagando con abundante agua.
En la sala de emergencias se examina al paciente en busca de compromiso de las vías respiratorias y se vigilan los signos vitales del paciente, incluyendo la temperatura, el pulso, la frecuencia respiratoria y la presión arterial. Los pacientes intoxicados sin compromiso de las vías aéreas pueden beber líquidos fríos y comer hielo picado, helado, postres congelados para el alivio de la irritación de la mucosa oral. El lavado bucal con difenhidramina proporciona efectos anestésicos locales y antihistamínicos.
Aquellos pacientes con edema de laringe pueden ser tratados con antihistamínicos y retenidos para observación y/o ingresados hasta que se cerciore la mejora del edema. No existen datos clínicos que respalden el uso de esteroides en el edema laríngeo inducido por oxalatos contenidos en estas plantas.
Las exposiciones al ojo se tratan con abundante agua y posteriormente se examina el ojo con fluoresceína para descartar la afectación de la córnea.

## Glucósidos cardíacos
Se han identificado más de 200 glucósidos cardíacos naturales, incluyendo la Digitoxina y Deslanósido. Estos se unen a un sitio sobre la membrana celular, produciendo inhibición reversible de la bomba de sodio-potasio, lo que conlleva a un aumento del sodio y la disminución del potasio intracelular. En los miocitos, las concentraciones elevadas de sodio intracelular producen el aumento de las concentraciones de calcio a través de un intercambiador sodio-calcio. En respuesta al aumento del calcio intracelular, el retículo sarcoplásmico libera calcio adicional dentro de la célula, resultando  la despolarización de la célula, que se traduce en un aumento de las contracciones cardíacas. Estas se manifiestan clínicamente en contracciones ventriculares prematuras. Los glucósidos cardíacos también tienen efectos vagotónicos, dando lugar a bradicardia y bloqueos de la conducción cardíaca.
La fisiopatología producida por la cardiotoxicidad implica también una prolongación del periodo refractario en el nodo auriculoventricular (AV), un acortamiento de los periodos refractarios en las aurículas y ventrículos, una disminución del potencial de membrana de reposo y un consecuente aumento de la excitación celular.
La intoxicación con digital o dedalera ocurre generalmente al succionar las flores o comer las semillas, tallos u hojas de la planta. El hallazgo más frecuente asociado a toxicidad digitálica es el ritmo sinusal con contracciones ventriculares prematuras. Otros trastornos del ritmo cardíaco que con frecuencia se asocia a la toxicidad por glucósidos cardíacos incluyen bradiarritmias, bradicardia sinusal con todos los tipos de bloqueo del nodo AV, ritmos acelerados de la unión y paro sinusal.
La mortalidad en pacientes no tratados varía entre 5-10%. La ingestión deliberada de semillas de Thevetia peruviana ha sido recientemente un método de elección frecuente entre los intentos de suicidio en Sri Lanka. La principal causa de muerte es la fibrilación ventricular.

### Tratamiento
El 95% de las intoxicaciones por glucósidos cardíacos no ameritan tratamiento salvo para la optimización de la función renal, el pH y potasio sanguíneo, suspender la toma de digoxina y/o corregir el factor desencadenante. Sólo un 5% precisa de tratamiento activo por bajo gasto cardíaco.
El antídoto definitivo son los fragmentos Fab de anticuerpos antidigoxina, que son fragmentos purificados de anticuerpos generados por las ovejas contra la digoxina. La unión de la digoxina-Fab es muy rápida y también lo es la disociación digoxina-Na-K ATPasa (30 minutos-1 hora). Se indica especialmente en los pacientes intoxicados que presenten disrritmias ventriculares, hiperkalemia (K+ > 5,5 mEq/l) y/o digoxinemia > 15 ng/ml, bradicardia sinusal o bloqeo AV refractario a la administración de atropina y marcapasos.
Por lo general, los fragmentos Fab se administran a 48 mg de anticuerpos por cada mg de digoxina ingerido o 80 mg por cada ng/ml de digoxinemia que se quiera neutralizar o, si se desconoce este dato, se inicia con 480 mg (6 viales) en 500 ml de solución fisiológica para pasar en 30 minutos. Se espera una mejoría al cabo de 1-2 horas y la misma dosis puede repetirse en 4-8 horas en caso de ineficacia o recidiva de la sintomatología.
En caso de no tener disponibles fragmentos antidigoxina, se suele indicar fenitoína endovenosa (15 mg/kg a razón de 0.5 mg/kg/min) o lidocaína a dosis de 1-2 mg/Kg en bolo endovenoso y a continuación perfusión a 1-4 mg/min. El éxito de tratamiento se mide con la mejoría de los parámetros del electrocardiograma y no necesariamente los niveles de digoxina en sangre.
Parte del abordaje hospitalario es la administración de carbón activado, lavado gástrico a través de una sonda nasogástrica, soporte respiratorio, hidratación por vía intravenosa, electrocardiografía y colocación de un marcapasos temporal para incrementar la frecuencia cardíaca.

## Hipoglucemiantes
Se han identificado a más de 270 especies de plantas potencialmente hipoglucemiantes, es decir, cuyo efecto resulta tóxico sobre la regulación de la glucosa sanguínea.
La Momordica charantia o melón amargo, produce hipoglucemia a través de saponinas esteroides: la charantina, péptidos tipo-insulina y alcaloides) sin que existan casos de  muerte del sujeto por intoxicación con esta planta. La Psoralea glandulosa, la cual es utilizada como antiácido, antiflatulento e hipoglicemiante, contiene fitoconstituyentes flavonoides, taninos, xantonas y cumarinas.
La fruta del Blighia sapida o seso vegetal, se produce cada dos años y, a pesar de ser originarias en el África occidental, se encuentra comúnmente en las islas del Caribe, América Central, América del Sur y el sur de Florida. En Suramérica, la fruta se ha empleado para el tratamiento de resfriados, fiebre y enfermedades tan variadas como el edema y la epilepsia, aunque no existen ensayos clínicos que apoyen estos usos. En Jamaica, el seso vegetal es la fruta nacional y es un alimento básico, generalmente preparado como los huevos cocidos o hervido con pescado. Durante diferentes etapas de su maduración, el arilo, las semillas y las cáscaras de la fruta contienen la sustancia tóxica hipoglicina A.
Las epidemias mortales de esta intoxicación han sido bien estudiadas en Haití, África Occidental y Jamaica. Estas epidemias tienden a coincidir con la escasez de alimentos. La enfermedad se caracteriza por una hipoglucemia profunda y vómitos intratables al ingerir  la fruta cuando no está madura. Antes del reconocimiento generalizado de la hipoglucemia producida por esta enfermedad, la tasa de mortalidad estaba alrededor del 80%.
La hipoglicina A es metabolizada por transaminación y descarboxilación oxidativa para formar ácido metileneciclopropilacético (MCPA) que forma luego ésteres no metabolizables con la carnitina y la coenzima A (CoA) tornándolos inútiles metabólicamente. La hipoglucemia se produce porque la CoA y la carnitina son necesarias para la oxidación de ácidos grasos de cadena, un paso indispensable para la gluconeogénesis. Además, el MCPA inhibe al acil-CoA deshidrogenasa, deteniendo la oxidación de los ácidos grasos de cadena larga al nivel de hexanoil CoA y butril CoA, causando disminución de la nicotinamida adenina dinucleótido (NADH) y acetil-CoA. La hipoglicina A no afecta a la liberación ni a los niveles séricos de insulina en modelos animales.

### Tratamiento
El tratamiento por intoxicación con plantas hipoglicemiantes es fundamentalmente de sostén. La glucosa del suero sanguíneo puede obtenerse por laboratorio o por glucómetro. Una vez que se asegure la vía aérea del paciente se suele administrar carbón activado. También se evalúan los niveles de los electrolitos séricos. En caso de vómitos excesivos, se indica el uso de antieméticos como la metoclopramida. La mejora de los niveles bajos de glucosa sanguínea suele reducir el riesgo de convulsiones, ocasionalmente se requiere el uso de benzodiazepinas.

## Resinas
Las resinas constituyen un grupo heterogéneo de compuestos químicos presentes en ciertas plantas formando unión con azúcares en los llamados glucoresinas. Suelen ser aceites denominados látex y son toxinas liberadas y activadas cuando ocurren daños estructurales a la planta. También se destaca que las intoxicaciones por resinas pueden estar acompañadas de cointoxicantes, entre ellas fármacos y drogas ilícitas, herbicidas e insecticidas.

### Toxicodendron
Se estima que un 70% de la población es sensible a los alérgenos que se encuentran en las especies de Toxicodendron, que incluyen la hiedra venenosa, el roble venenoso y el zumaque venenoso.
Estas plantas pueden causar dermatitis de contacto potencialmente graves. La sustancia alergénica de las especies Toxicodendron se encuentra en la savia de color blanco lechoso que se distribuye por toda la planta, las semillas, flores y bayas. Una característica única de la emulsión, que se encuentra en todas las especies de Toxicodendron, es el cambio de color de blanco lechoso a una laca de color negro una vez expuesto al aire durante varios minutos.
La dermatitis de contacto se desarrolla en unas 48 horas para la mayoría de las intoxicaciones. Los sujetos altamente sensibilizados suelen desarrollar erupciones en 8 horas. Las erupciones aparecen a menudo con un patrón lineal, indicio de que una parte de la planta fue frotada sobre la piel del paciente. Los síntomas de presentación varían desde eritema leve a pápulas, vesículas y bullas. La distribución sistémica de la toxina puede causar urticaria difusa o eritema multiforme.
En los casos leves que comprometen sólo la piel, se indica una crema tópica de calamina o crema con esteroides y un antihistamínico oral. Los casos severos requieren tratamiento más agresivo.

### Cicuta
Muchas especies de Cicuta son similares en apariencia al apio, el nabo o perejil y otras plantas que sirven de alimento o condimento. La savia es un compuesto oleoso de color amarillo y contiene cicutoxina, una larga cadena de alcoholes alifáticos. La cicutoxina se distribuye por toda la planta, con la mayor concentración en las raíces tuberosas. Un bocado de la raíz es suficiente para matar a un hombre adulto y la toxicidad se ha documentado después de contacto con la piel. Estas plantas se encuentran en pantanos húmedos en los Estados Unidos y son las plantas más tóxicas en Alaska.
La cicutoxina tiene una acción parasimpaticomimética cuando se ingiere y produce síntomas en 15-60 minutos. Las acciones muscarínicas se manifiestan como dolor abdominal, vómitos, diarrea, trismus y sialorrea. Los efectos centrales incluyen depresión del sistema nervioso, dificultad respiratoria, y, ocasionalmente, convulsiones tónico-clónicas. La muerte suele ser secundaria a un paro respiratorio.
El tratamiento es principalmente de apoyo. Las benzodiazepinas se indican para el control de las convulsiones. El tratamiento con anticolinérgicos no ha demostrado ser efectiva en modelos animales. Dadas las pérdidas gastrointestinales, el equilibrio de fluidos del paciente es una prioridad terapéutica.